# Humularia meyeri-johannis
Humularia meyeri-johannis là một loài thực vật có hoa trong họ Đậu. Loài này được (Harms & De Wild.) P.A.Duvign. miêu tả khoa học đầu tiên.